# Neuroticisme
Neuroticisme is een neiging tot emotionele instabiliteit, die met bepaalde tests kan worden gemeten, vaak een zelfrapportage-vragenlijst. Neuroticisme wordt gewoonlijk begrepen als een schaal, niet als een absolute toestand. In de populatie zullen de scores de normale verdeling benaderen.

## Definitie en omschrijving

### Emotionele instabiliteit
Neuroticisme wordt ook wel aangeduid als negatieve affectiviteit of negatieve emotionaliteit. Mensen die hoog scoren op neuroticisme zullen gemiddeld vaker last hebben van depressiviteit, angst en schuldgevoelens. Zij blijken ook gevoeliger te zijn voor stress, zullen gewone situaties eerder als bedreigend ervaren, en hebben moeite met het verwerken van tegenslagen of kleine frustraties. Zij zijn zich meer bewust van hun eigen gedrag, verlegen en hebben vaak moeite met controle of uitstel van hun behoeften. Hoog neuroticisme predisponeert tot het ontwikkelen van de veelvoorkomende psychische stoornissen, zoals neurosen, fobieën, posttraumatische stressstoornis (PTSS) en andere angststoornissen, maar ook middelenmisbruik, psychose, en schizofrenie. Bovendien is hoog neuroticisme ook de sterkste persoonlijkheidsvoorspeller voor laag subjectief welbevinden, dus een maat voor onwelbevinden.

### Emotionele stabiliteit
Mensen die laag scoren op neuroticisme zijn doorgaans weinig emotioneel en minder gevoelig voor stress. Zij zijn kalmer en evenwichtiger, meer tevreden met zichzelf, en hebben minder last van gevoelens van onrust of spanning, en zijn mede daardoor gelukkiger.

### Geschiedenis
Galenus van Pergamum introduceerde het idee dat de verhouding tussen vier lichaamsvloeistoffen resulteerde in vier persoonlijkheidstypes. Het melancholische type, welke als de conceptuele voorganger van neuroticisme kan worden beschouwd, werd gekenmerkt door geestelijke instabileit en was vaak angstig of depressief, hetgeen volgens Hippocrates door te veel zwarte gal kwam. Neurosis werd in 1769 bedacht door de Schotse dokter William Cullen door het samentrekken van het Griekse woord voor zenuw (neuro) met het achtervoegsel -osis voor "ziekelijke of abnormale conditie" om verstoringen van waarneming en beweging te beschrijven die veroorzaakt werden door een algemene aandoening van het zenuwstelsel. Hans Eysenck (1916-1997) begon neuroticisme in de jaren veertig te gebruiken als naam voor een cluster van samenhangende eigenschappen die gekenmerkt werden door emotionele instabiliteit en onaangepastheid, omdat Eysenck vond dat deze kenmerken het duidelijkst te observeren waren bij mensen met een gediagnosticeerde neurose.

### Neuroticisme en introversie-extraversie
Volgens de theorie van de Engelse psycholoog Hans Eysenck valt het sociale gedrag van mensen vaak te verklaren uit de combinatie van neuroticisme en een andere onafhankelijke persoonlijkheidstrek: introversie tegenover extraversie. Iemand die bijvoorbeeld hoog scoort op zowel neuroticisme als extraversie loopt bij wijze van spreken ‘over’ van emoties, terwijl personen die laag scoren op neuroticisme en hoog op extraversie vaker melding maken van tevredenheid en blijheid in hun leven. Ten slotte zijn mensen die hoog scoren op neuroticisme en introversie vaak dwangmatig en tobberig in aanleg.

### Ontwikkeling
Bij kinderen en vroege adolescenten spreken we van temperament. De temperamentstrek "negatieve emotionaliteit", welke gekenmerkt wordt door vrees en frustratie, is de voorloper van de persoonlijkheidsdimensie neuroticisme, die zich pas gedurende de adolescentie ontwikkelt. Niveaus van neuroticisme kunnen ook veranderen gedurende de volwassen levensloop. Onderzoek suggereert dat positieve en negatieve ervaringen langdurige veranderingen in neuroticisme teweeg kunnen brengen. In zijn algemeenheid neemt de invloed van de omgeving op de persoonlijkheid toe gedurende de levensloop, hoewel dit waarschijnlijk een wederkerig selectie proces betreft. Oudere mensen zijn vaak emotioneel stabieler.

## Instrumenten
Er bestaan verschillende tests voor het meten van neuroticisme, waaronder de EPQ (Eysenck Personality Questionnaire), de NEO-PI-R, het HEXACO-model en in Nederland de ABV (Amsterdamse Biografische Vragenlijst). Naast de neurotismeschaal (N-schaal) bevat de ABV test ook een NS-schaal die meer gericht is op meting van neurotisch-somatische klachten. Emotionaliteit in het HEXACO-model is een geroteerde variant op de neuroticisme-dimensie in de NEO-familie. Individuele verschillen in neuroticisme zijn statistisch gezien normaal verdeeld. Neuroticisme (of het tegengestelde: emotionele stabiliteit) is dus een eigenschap die men in meerdere of mindere mate kan hebben. De meeste mensen zullen hierbij een gemiddelde score behalen. Dit betekent dat zij zich in sommige situaties misschien instabiel en in andere situaties stabiel zullen gedragen. Neuroticisme is een van de meest onderzochte persoonlijkheidskenmerken in de psychologie, en onderzoek naar neuroticisme heeft veel gegevens opgeleverd over de relatie tussen persoonlijkheid en fysiologische variabelen, en het sociaal gedrag van mensen.

### Facetten
Facetten zijn meer specifieke clusters van persoonlijkheidskenmerken, oftewel lagere orde persoonlijkheidstrekken. Het populaire instrument NEO-PI-R onderscheidt binnen het neuroticisme domein zes facetten: Angst, Ergernis, Depressie, Schaamte, Impulsiviteit en Kwetsbaarheid. Binnen het HEXACO-model heeft neuroticisme/emotionaliteit vier facetten: Vrees, Angst, Afhankelijkheid en Sentimentaliteit.

## Fysiologische correlaten
Hans Eysenck heeft benadrukt dat neuroticisme een eigenschap is van activiteit van het limbisch systeem in de hersenen. Onderzoek heeft laten zien dat mensen die hoog scoren op neuroticisme sterker reageren op affectieve prikkels, en daarbij sterkere reacties vertonen van het autonoom zenuwstelsel. Ook heeft gedragsgenetisch onderzoek aangetoond dat een substantieel deel van de variatie in neuroticisme, inclusief de daarmee gepaard gaande kwetsbaarheid voor psychische klachten, toegeschreven kan worden aan erfelijke factoren. Hoog neuroticisme gaat gepaard met een sterkere activatie van gebieden in de hersenen waar emoties worden gereguleerd. Dit is o.a. gebleken uit hersenstudies waarin gebruik is gemaakt van PET of functionele kernspintomografie (fMRI). Deze hebben aangetoond dat de mate van neuroticisme samenhangt met de activatie van de hippocampus, de amandelkernen (amygdala), en de cortex praefrontalis medialis. Ook is gebleken dat in de frontaal-limbische gebieden van de hersenen van mensen met hoge neuroticismescores sprake is van een sterkere binding met serotonine 5-HT2A-receptoren.

### Evolutietheorie
De evolutietheorie is waarschijnlijk de basis van verschillen in persoonlijkheid. Gematigde neuroticismeniveaus kunnen bijvoorbeeld voordelen hebben zoals drive en productiviteit vanwege de hogere gevoeligheid voor negatieve uitkomsten. Te veel neuroticisme, echter, kan "fitness" verlagen door het veroorzaken van problemen zoals terugkerende depressies. De theorie is dat evolutie het optimale neuroticismeniveau selecteert en dat de meeste mensen scoren in de buurt van dit optimum. Vanwege de normale distributie van scores in de populatie zal een minderheid van de mensen hoog neurotisch zijn.